# Max Reinhardt
Max Reinhardt (Baden (Oostenrijk), 9 september 1873 – New York, 31 oktober 1943) was een invloedrijke Amerikaan van Oostenrijkse origine, en vooral bekend als filmregisseur en acteur.

## Biografie
Max Reinhardt werd geboren als Maximillian Goldman en kwam uit een religieus joods gezin. Al in 1894 werd hij als toneelspeler aan het Deutsche Theater in Berlijn geëngageerd. Hij stichtte er, samen met de acteur Friedrich Kayssler en de regisseur Martin Zickel het literaire cabaret Schall und Rauch, waar hij zelf ook stukken voor schreef. Deze groep trad eerst op in het Künstlerhaus in de Bellevuestrasse maar speelde vanaf oktober 1901 doorlopend in de feestzaal van Hotel Arnim, Unter den Linden 44, Berlijn. Het cabaret ontwikkelde zich meer en meer tot een klein theater. Vanaf 1902 tot 1933, toen de nazi-wetten in werking traden, was hij werkzaam als regisseur bij verschillende theaterhuizen in Berlijn. Hij leidde het Deutsches Theater Berlin naast het Oostenrijks Theater in der Josefstadt van 1924 tot 1933. Door goede technici, de harmonisering van decor, taal en choreografie introduceerde Reinhardt een nieuwe dimensie in het Duitse theater.
Reinhardt ontdekte nieuwe talenten zoals Alfred Abel en komt als Weens regisseur onder de naam "Der Professor" voor in de sleutelroman "Mefisto" van Klaus Mann.
Kurt Tucholsky, een dichter ten tijde van de Weimarrepubliek, beschreef Reinhardts  spectaculaire productie van Dantons Tod (Dantons dood, een stuk van Georg Büchner) in een van zijn gedichten. Reinhardt voerde het op in het theater van Berlijn. Tucholsky was een van de jonge kunstenaar die hij in de herfst van 1919 engageerde voor  zijn nieuwe Schall und Rauchcabaret, dat werd ondergebracht in de kelders van zijn tot Grosses Schauspielhaus omgedoopte Zirkus Schumann aan de Weidendammer Brücke in Berlijn. Dat cabaret was het eerste van na de oorlog en leverde een groot aantal nieuwe gezichten op die de wereld van de kleine muze tijdens de Weimarrepubliek zouden bepalen: Blandine Ebinger, Paul Graetz, Annemarie Hase, Werner Richard Heymann, Friedrich Hollaender, Klabund, Walter Mehring, Hubert von Meyerinck en Mischa Spoliansky. Helaas werd het Grosses Schauspielhaus geen succes en Reinhardt ging terug naar Wenen. Kort daarna werd ook het cabaret Schall und Rauch beëindigd.
Het Max Reinhardt seminarie in Wenen is de belangrijkste acteerschool in de Duitse taal en werd opgericht naar zijn idee.
In 1920 werkte hij samen met Richard Strauss en Hugo von Hofmannsthal bij de Salzburger Festspiele. Na de Anschluss van Oostenrijk door de nazi-regering in Duitsland (1938) emigreerde hij eerst naar Engeland, en van daaruit naar de Verenigde Staten. Daar had hij al eerder met succes populaire toneelwerken geregisseerd, waaronder William Shakespeares A Midsummer Night's Dream. Reinhardt vervolgde dat succes met het regisseren van een filmversie, waar hij bijna een heel andere cast voor gebruikte in 1935. Hij werkte samen met acteurs als James Cagney, Mickey Rooney, Olivia de Havilland, Joe E. Brown. Met Olivia de Havilland en Mickey Rooney had hij al samengewerkt in de theaterproductie van A Midsummer Night's Dream. De nazi's verboden de film vanwege de joodse afkomst van zowel Reinhardt als  Felix Mendelssohn, wiens muziek, gearrangeerd door Erich Korngold, gebruikt werd in de film.
In 1940 werd hij een genaturaliseerde burger van de Verenigde Staten. Hij was toen gehuwd met zijn tweede vrouw, actrice Helene Thimig. Hij leefde in New York.
Rheinhardt is begraven in Westchester Hills Cemetery in  Hastings-on-Hudson, Westchester County, New York.
Op 18 november 2015 heeft het Friedrichstadt-Palast Berlijn, ter ere van zijn stichters Max Reinhardt, Hans Poelzig en Erik Charell, feestelijk het gedenkteken aan de Friedrichstraße 107 onthuld.

## Media

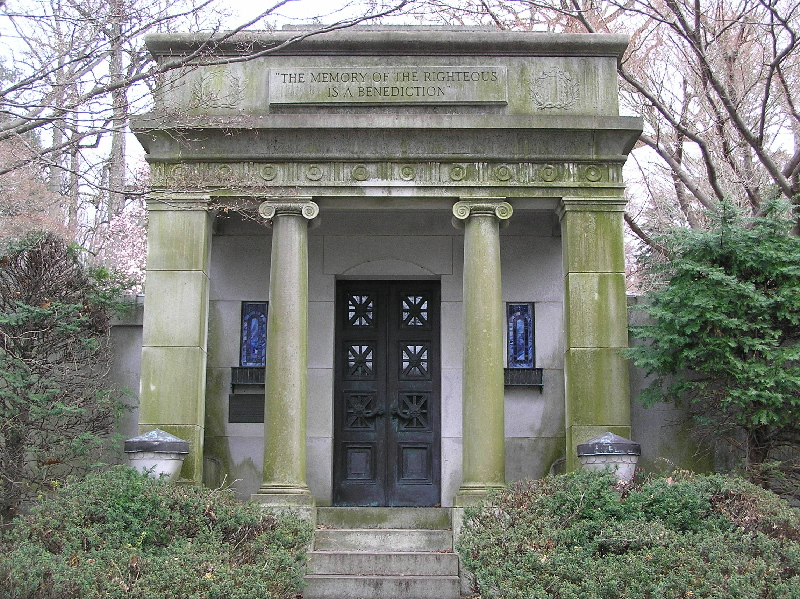
Het mausoleum van Max Reinhardt in  Westchester Hills Cemetery
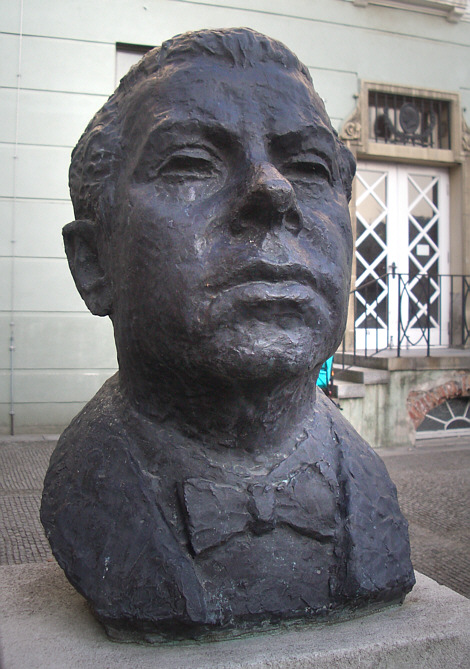
Standbeeld van Max Reinhardt, voor het Berlijns theater

## Max Reinhardts Broadway-werk
- Sumurun (1912) is een pantomime
- The Mirical, 1924 (co-toneelschrijver en regisseur)
- A Midsummer Night's Dream, 1927 (producent)
- Jederman, 1927 (co-producent)
- Perpherie, 1928 (toneelschrijver)
- Redemption, 1928 (regisseur)
- Kurt Weills The Eternal Road, een Bijbelse musical (regisseur)
- Sons and Soldiers, 1943 (regisseur en producent)

### Nageslacht
Zijn zoon Gottfried Reinhardt was filmproducent. Zijn kleinzoon Stephen Reinhardt was vakbondsadvocaat, die een van de meest liberale rechters werd in het gerechtsapparaat van de Verenigde Staten na zijn aanstelling door president Jimmy Carter in 1980. Zijn kleindochter Jelena Ulrike Reinhardt werd in 2015 benoemd tot hoogleraar en onderzoeker aan de Universiteit van Perugia in de Duitse literatuur.
- Bibsys: 90080017
- Bibliothèque nationale de France: cb12196066v (data)
- CiNii: DA01419294
- Gemeinsame Normdatei: 118599380
- International Standard Name Identifier: 0000 0003 6857 2761
- Library of Congress Control Number: n50050955
- Nationale Bibliotheek van Letland: 000226887
- MusicBrainz: d5cbe7aa-75ce-44b1-951f-18b10a85f9b9
- Nationale Bibliotheek van Tsjechië: jn20020620004
- Nationale bibliotheek van Australië: 35674240
- Nationale Bibliotheek van Israël: 987007463035205171
- Nationale Bibliotheek van Polen: a0000001187993
- Nederlandse Thesaurus van Auteursnamen: 069214271
- RKD-Nederlands Instituut voor Kunstgeschiedenis: 320478
- LIBRIS: 262132
- SNAC: w6wh2rcv
- Système universitaire de documentation: 030572282
- Trove: 1036990
- Virtual International Authority File: 54194383
- WorldCat: E39PBJdrP6Wjgxmghp3d99TJXd